# فولفراميت
الوُلْفْراميت معدن يتألف من مزيج مختلف النِّسَب من تُنجسْتات tungstate الحديد وتُنجسْتات المنغنيز.
يوجد بإنجلترا وفرنسا وإسبانيا والبرتغال والبرازيل وبورما والصين والولايات المتحدة، وبكميات محدودة في مصر بالصحراء الشرقية.